# Ryan Talbot
Ryan Talbot (7 de octubre de 2000) es un deportista estadounidense que compite en atletismo. En los Juegos Panamericanos de 2023 obtuvo una medalla de bronce en la prueba de decatlón.

## Palmarés internacional
| Juegos Panamericanos | Juegos Panamericanos | Juegos Panamericanos | Juegos Panamericanos |
| Año                  | Lugar                | Medalla              | Prueba               |
| -------------------- | -------------------- | -------------------- | -------------------- |
| 2023                 | Santiago (Chile)     | Medalla de bronce    | Decatlón             |